# Kanton Vauvert
Der Kanton Vauvert ist seit 1801 ein französischer Wahlkreis im Arrondissement Nîmes, im Département Gard und in der Region Okzitanien. Er hat den Hauptort Vauvert und wurde 2015 im Rahmen einer landesweiten Neugliederung der Kantone von vier auf zehn Gemeinden erweitert.

## Gemeinden
Der Kanton besteht aus zehn Gemeinden mit insgesamt 42.634 Einwohnern (Stand: 1. Januar 2022) auf einer Gesamtfläche von 209,03 km²:
| Gemeinde           | Einwohner 1. Januar 2022 | Fläche km² | Dichte Einw./km² | Code INSEE | Postleitzahl |
| ------------------ | ------------------------ | ---------- | ---------------- | ---------- | ------------ |
| Aigues-Vives       | 3.340                    | 12,00      | 278              | 30004      | 30670        |
| Aubord             | 2.296                    | 9,42       | 244              | 30020      | 30620        |
| Beauvoisin         | 5.823                    | 27,82      | 209              | 30033      | 30640        |
| Bernis             | 3.341                    | 12,80      | 261              | 30036      | 30620        |
| Codognan           | 2.518                    | 4,65       | 542              | 30083      | 30920        |
| Mus                | 1.597                    | 2,60       | 614              | 30185      | 30121        |
| Uchaud             | 4.824                    | 8,80       | 548              | 30333      | 30620        |
| Vauvert            | 11.772                   | 109,86     | 107              | 30341      | 30600        |
| Vergèze            | 5.778                    | 10,16      | 569              | 30344      | 30310        |
| Vestric-et-Candiac | 1.345                    | 10,92      | 123              | 30347      | 30600        |
| Kanton Vauvert     | 42.634                   | 209,03     | 204              | 3021       | –            |

Bis zur landesweiten Neuordnung der französischen Kantone im März 2015 gehörten zum Kanton Vauvert die vier Gemeinden Aubord, Beauvoisin, Bernis und Vauvert. Sein Zuschnitt entsprach einer Fläche von 159,90 km2. Er besaß vor 2015 den INSEE-Code 3037.